# Sony Ericsson W595
Das W595 ist ein Slider Handy der schwedisch-japanischen Firma Sony Ericsson und kam im 4. Quartal 2008 auf den Markt. Es verfügt über eine 3,2-Megapixel-Kamera, einen Walkman-Player, ein UKW-Radio und UMTS-Highspeed Internet. Außerdem besitzt es die Funktion Shake Control, die es ermöglicht, Musiktitel durch ein Handschütteln zu wechseln.
Des Weiteren wird das Bluetooth-A2DP-Profil unterstützt, was das Verwenden von kabellosen Stereokopfhörern erlaubt. Zudem besitzt das Handy auch einen Bewegungssensor, welcher beispielsweise das Zählen von Schritten ermöglicht. Der Telefonspeicher kann mit einer Micro-M2-Karte erweitert werden. Das W595 ist in verschiedenen Farben erhältlich.

## Technische Daten
Die wichtigsten technischen Daten sind:
- maximale Bereitschaftszeit: 365 Stunden
- maximale Sprechzeit: 4,5 Stunden
- Auflösung des Hauptdisplays: 240 × 320 Pixel
- darstellbare Bildschirmfarben: 262.144
- Gehäusefarben: Schwarz/blau; Schwarz/Rot; Schwarz/orange
- Auflösung bei Videoaufnahme: 320 × 240 Pixel